# 바미안주

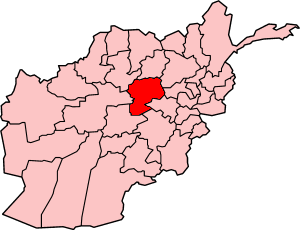
바미안 주

바미안주(파슈토어: بامیان)는 아프가니스탄의 한 주이다. 바미안 석불이 있던 곳이기도 하다. 인구는 38만 7300명이다. 주도는 바미안이다.

## 하위 행정구역
- 바미안 구
- 시간 구
- 시바르 구
- 야카울란그 구
- 와라스 구
- 카흐마르드 구
- 판자브 구

## 같이 보기
- 하자리스탄